# Час. Підсумки Дня
«Час. Підсумки Дня» — українське підсумкове інформаційно-аналітичне ток-шоу, що висвітлює головні політичні події та новини, які відбулися протягом дня. Виходить на 5 каналі з 27 лютого 2012 року.
Ведучими у різні часи були Роман Чайка, Святослав Цеголко, Сергій Дорофеєв, Віталій Гайдукевич, Тетяна Даниленко, Яна Конотоп, Вікторія Сюмар та інші. Інформаційне наповнення: виступи, монологи людей культури, мистецтва, журналістів, політиків.
Програма створена в рамках оновлення каналу. Першими ведучими були Святослав Цеголко та Сергій Дорофеєв. Перші випуски отримали як схвальні, так і критичні відгуки (об'єктами критики стали, зокрема, структура та змістовність програм, а також їх насиченість рекламою). Відзначали подібність назви цього ток-шоу до назви програми «Підсумки дня» на «UA:Перший», а також перетин за темою та форматом із іншим політичним ток-шоу 5 каналу — «РесПубліка» Анни Безулик.
Особливістю програми стала наявність двох ведучих із розподілом ролей між ними (один — за владу, інший — за опозицію). Згодом на програмі залишилася одна ведуча. Станом на 2017 шоу входило до 20 найпопулярніших телепрограм вечірніх новин.